# (8010) Böhnhardt
(8010) Böhnhardt, désignation internationale (8010) Bohnhardt, est un astéroïde de la ceinture principale.

## Description
(8010) Bohnhardt est un astéroïde de la ceinture principale. Il fut découvert le 3 avril 1989 à La Silla par Eric Walter Elst. Il présente une orbite caractérisée par un demi-grand axe de 3,16 UA, une excentricité de 0,11 et une inclinaison de 5,5° par rapport à l'écliptique.

## Compléments